# Minyobates steyermarki
Minyobates steyermarki é uma espécie de anfíbios da família Dendrobatidae. É a única espécie do género Minyobates. Está presente na Venezuela.